# Закавказская зона ПВО
Закавказская зона ПВО — территориальное оперативное объединение войск ПВО СССР накануне и во время Великой Отечественной войны, выполнявшее противовоздушную оборону войск и важных административно-политических и промышленных центров, расположенных в границах Закавказского военного округа (Закавказского фронта, Кавказского фронта). Закавказская зона ПВО формировалась два раза.

## Закавказская зона ПВО 1-го формирования

### История формирования и боевой путь
Закавказская зона ПВО 1-го формирования сформирована 14 мая 1941 года приказом НКО СССР № 0015 от 14 февраля 1941 года в границах Закавказского военного округа, согласно которому в состав зоны должны были войти Батумский, Тбилисский и Бакинский районы ПВО. Штаб зоны — город Тбилиси. Границы зоны — в пределах Закавказского военного округа. Зона создана с целью прикрытия государственных границ с Ираном, Турцией, обороны Черноморского побережья Кавказа и охраны важных административных и промышленных центров, нефтедобывающих районов Закавказья. В территорию зоны включены Грузинская, Армянская и Азербайджанская ССР. Командующий зоной являлся помощником командующего войсками Закавказского военного округа. До 23 августа 1941 года (до образования Закавказского фронта) зона водила в состав Закавказского военного округа, с 23 августа 1941 года — в состав Закавказского фронта. После формирования Кавказского фронта зона входила в его состав с 30 декабря 1941 года..
По состоянию на 22 июня 1941 года в состав зоны входили:
- 3-й корпус ПВО;
- 8-й бригада ПВО,
- Тбилисский бригадный район ПВО,
- 27-я истребительная авиационная дивизия
- 71-я истребительная авиационная дивизия
- отдельные части и подразделения: 443-й зенап, 45-й, 151-й, 365-й, 380-й, 381-й озад.

На основании Приказа НКО № 0041 от 19 июня 1941 года к середине июля 1941 года на основе 27-й и 71-й истребительных авиационных дивизий в Закавказской зоне ПВО сформирован 8-й истребительный авиационный корпус ПВО в составе семи истребительных авиационных полков. В октябре 1941 года состав корпус увеличился до 13 полков, а к ноябрю — до 14. В октябре 1941 года 511-й отдельный зенитный артиллерийский дивизион был размещён для прикрытия объектов в Иране.
30 декабря 1941 года на основании директивы Ставки ВГК от 30 декабря 1941 года на базе Закавказского фронта сформирован Кавказский фронт и Закавказская зона ПВО вошла в его состав. 25 января 1942 года Закавказская зона ПВО вошла в состав Закавказского военного округа после разделения Кавказского фронта на Крымский фронт и Закавказский военный округ.
В составе фронтов и округов
| Дата          | Фронт (округ)              | Примечания |
| ------------- | -------------------------- | ---------- |
| 14.05.1941 г. | Закавказский военный округ |            |
| 23.08.1941 г. | Закавказский фронт         |            |
| 30.12.1941 г. | Кавказский фронт           |            |
| 25.01.1942 г. | Закавказский военный округ |            |
| 15.05.1942 г. | Закавказский фронт         |            |
| 05.06.1943 г. | Закавказский фронт         |            |

После вхождения в состав Закавказского военного округа 25 января 1942 года в боевой состав зоны входили:
- 3-й корпус ПВО (180-й, 190-й, 195-й, 252-й, 335-й, 339-й, 513-й зенитные артиллерийские полки, 3-й зенитно-пулеметный полк, 3-ф прожекторный полк);
- 8-я бригада ПВО (466-й зенитный артиллерийский полк, 76-й, 365-й, 510-й отдельные зенитные артиллерийские дивизионы);
- Тбилисский бригадный район (415-й и 443-й зенитные артиллерийские полки, 45-й и 381-й отдельные зенитные артиллерийские дивизионы);
- 511-й отдельный зенитный артиллерийский дивизион (в Иране);
- 8-й истребительный авиационный корпус ПВО (82-й, 266-й, 267-й, 480-й, 481-й, 483-й иап);
- 35-й истребительный авиационный полк ПВО;
- 68-й истребительный авиационный полк ПВО;

15 мая 1942 года на основании приказа ставки ВГК № 0075 от 28 апреля 1942 года на базе Закавказского военного округа вновь сформирован Закавказский фронт. Одновременно с переформированием фронта Постановлением Государственного Комитета Обороны от 5 апреля 1942 года № ГКО-1544сс в зоне на базе Бакинского района ПВО началось формирование Бакинской армии ПВО. Цель формирования — прикрытие от ударов с воздуха центра нефтедобывающего района СССР города Баку и окружающих его промыслов, а также нефтеперевозок по железной дороге в восточной части Закавказья и морем в юго-западной части Каспия. Управление армии создано на базе переформированного управления 3-го корпуса ПВО. В состав армии передан 8-й истребительный авиационный корпус ПВО.
В ходе Битвы за Кавказ 1942—1943 годов в августе — декабре 1942 года войска зоны ПВО участвовали в Моздокско-Малгобекской, Нальчикско-Орджоникидзевской и Туапсинской операциях, в ходе которых во взаимодействии с Черноморским флотом и Азовской военной флотилией остановили наступление противника и подготовились к переходу в наступление. 3 января 1943 года Закавказский фронт перешёл в наступление Северной группой войск на нальчикско-ставропольском направлении, а 11-16 января Черноморской группой войск — на Краснодар и Новороссийск. 24 января 1943 года Северная группа войск преобразована в Северо-Кавказский фронт, которому 5 февраля передана и Черноморская группа войск, а также оперативно подчинён Черноморский флот. Силами Закавказской зоны ПВО Закавказского фронта прикрывались Черноморское побережье на участке Лазаревское — Батуми и государственная граница с Турцией и Ираном.
Приказом НКО СССР № 0091 от 5 июня 1943 года Закавказская зона ПВО переформирована в Закавказский фронт ПВО 1-го формирования.

### Командующий
- генерал-майор артиллерии Тыкин Ян Августович[2], 14.5.1941 — 30.12.1941
- генерал-майор артиллерии, с 03.05.1942 г. генерал-лейтенант артиллерии Гудыменко Пётр Емельянович[2], 30.12.1941 — 05.06.1943

## Закавказская зона ПВО 2-го формирования

### История формирования и боевой путь
Закавказская зона ПВО 2-го формирования реорганизована к 10 июля 1943 года из Закавказского фронта ПВО 1-го формирования на основе директивы Генштаба Красной Армии от 04.07.1943 г. Вновь сформированная Закавказская зона ПВО вошла в состав образованного в июле 1943 года Восточного фронта ПВО. Войска фронта были развернуты на прикрытии промышленных и оборонных объектов, коммуникаций Северного и Южного Урала, бассейна Средней и Нижней Волги, Кавказа и Закавказья. Входившие в состав фронта Закавказская зона ПВО с Бакинской армией ПВО, 8-й истребительный авиационный корпус, истребительные авиационные дивизии ПВО, дивизионные районы и бригады ПВО обороняли от ударов и разведки с воздуха административные и военно-промышленные центры страны — города Горький, Казань, Куйбышев, Пенза, Саратов, Сталинград, Грозный, Тбилиси, Батуми, Баку и другие.
Директивой Генштаба Красной Армии от 10.4.1944 г. переформирована в Закавказский фронт ПВО 2-го формирования.
В составе фронтов и округов
| Дата          | Фронт (округ)       | Примечания |
| ------------- | ------------------- | ---------- |
| 10.07.1943 г. | Восточный фронт ПВО |            |
| 29.03.1944 г. | Восточный фронт ПВО |            |

29 марта 1944 года было принято постановление ГКО № 5508сс «О мероприятиях по улучшению управления действующими войсками ПВО Красной Армии», определившее создание на базе Западного и Восточного фронтов ПВО соответственно Северного и Южного фронтов ПВО с разграничительной линией между ними общим направлением с запада на восток по линии Пугачев, Петровск, Мичуринск, Елец, Дмитриев, Севск, Новгород-Северский, Нежин, Коростень, Луцк. Закавказская зона ПВО переформировывалась в Закавказский фронт ПВО.

### Командующий
- генерал-лейтенант артиллерии Гудыменко Пётр Емельянович[2], 10.07.1943 — 10.04.1944